# 密州
密州（みつしゅう）は、中国にかつて存在した州。南北朝時代から明初にかけて、現在の山東省濰坊市一帯に設置された。

## 魏晋南北朝時代
529年（永安2年）、北魏により東武県に置かれた膠州を前身とする。

## 隋代
隋初には、膠州は2郡5県を管轄した。583年（開皇3年）、隋が郡制を廃すると、膠州の属郡は廃止された。585年（開皇5年）、膠州は密州と改称された。606年（大業2年）、莒州の廃止にともない、東莞県が密州に移管された。607年（大業3年）に州が廃止されて郡が置かれると、密州は高密郡と改称され、下部に7県を管轄した。隋代の行政区分に関しては下表を参照。
| 隋代の行政区画変遷 | 隋代の行政区画変遷   | 隋代の行政区画変遷 | 隋代の行政区画変遷 | 隋代の行政区画変遷 | 隋代の行政区画変遷                               | 隋代の行政区画変遷 |
| 区分               | 開皇元年             | 開皇元年           | 開皇元年           | 区分               | 大業3年                                          |                    |
| ------------------ | -------------------- | ------------------ | ------------------ | ------------------ | ------------------------------------------------ | ------------------ |
| 州                 | 膠州                 | 膠州               | 莒州               | 郡                 | 高密郡                                           |                    |
| 郡                 | 高密郡               | 平昌郡             | 東安郡             | 県                 | 諸城県 郚城県 安丘県 膠西県 高密県 東莞県 琅邪県 |                    |
| 県                 | 東武県 琅邪県 昌安県 | 黔陬県 高密県      | 東莞県             | 県                 | 諸城県 郚城県 安丘県 膠西県 高密県 東莞県 琅邪県 |                    |

## 唐代
622年（武徳5年）、唐により高密郡は密州と改められた。742年（天宝元年）、密州は高密郡と改称された。758年（乾元元年）、高密郡は密州の称にもどされた。密州は河南道に属し、諸城・輔唐・高密・莒の4県を管轄した。

## 宋代
北宋のとき、密州は京東東路に属し、諸城・安丘・高密・莒・膠西の5県を管轄した。
金のとき、密州は山東東路に属し、諸城・安丘・高密・膠西の4県と普慶・信陽・草橋・李文・張倉・梁郷・陳村の7鎮を管轄した。

## 元代以降の密州
元のとき、密州は益都路に属し、諸城・安丘の2県を管轄した。
1369年（洪武2年）、明により密州は廃止され、諸城・安丘の2県は青州府に転属した。

## 元代以降の膠州
1227年、モンゴル帝国により密州膠西県に膠州が置かれた。膠州は益都路に属し、膠西・高密・即墨の3県を管轄した。
1369年（洪武2年）、明により膠西県は廃止され、膠州に編入された。膠州は萊州府に属し、高密・即墨の2県を管轄した。
清のとき、膠州は萊州府に属し、属県を持たない散州となった。
1912年、中華民国により膠州は廃止され、膠県と改められた。